# Seth Godin
Seth Godin, född 10 juli 1960,  är en amerikansk entreprenör, författare och föreläsare. Godin grundade webbsidan Squidoo, har skrivit ett flertal böcker om marknadsföring samt populariserat termen permission marketing.  Utöver detta är Seth Godin är initiativtagare till The Domino Project (Sv: Dominoprojektet), ett initiativ inom publiceringsbranschen i samarbete med Amazon . Seth Godin har även en egen  blogg  som han skriver på dagligen. 
Vid sidan om sitt författarskap och sina egna projekt så är Seth Godin även föreläsare. Godin har en profil på TED:s hemsida  där flera av hans föreläsningar genom åren går att finna. Marknadsföring, tankar om hur idéer sprids samt hur människor fungerar i grupp är exempel på ämnen som finns med på Godins föreläsningar.